# Мальре-Буссак
Мальре́-Бусса́к (фр. Malleret-Boussac, окс. Malerèt de Boçac) — коммуна во Франции, находится в регионе Лимузен. Департамент коммуны — Крёз. Входит в состав кантона Буссак. Округ коммуны — Гере.
Код INSEE коммуны — 23120.

## Население
Население коммуны на 2010 год составляло 244 человека.
| 1962 | 1968 | 1975 | 1982 | 1990 | 1999 | 2010 |
| ---- | ---- | ---- | ---- | ---- | ---- | ---- |
| 451  | 447  | 350  | 294  | 268  | 229  | 244  |

## Экономика
В 2010 году среди 132 человек трудоспособного возраста (15—64 лет) 90 были экономически активными, 42 — неактивными (показатель активности — 68,2 %, в 1999 году было 65,9 %). Из 90 активных жителей работали 88 человек (48 мужчин и 40 женщин), безработных было 2 (1 мужчина и 1 женщина). Среди 42 неактивных 6 человек были учениками или студентами, 17 — пенсионерами, 19 были неактивными по другим причинам.